# اشر کراویتز

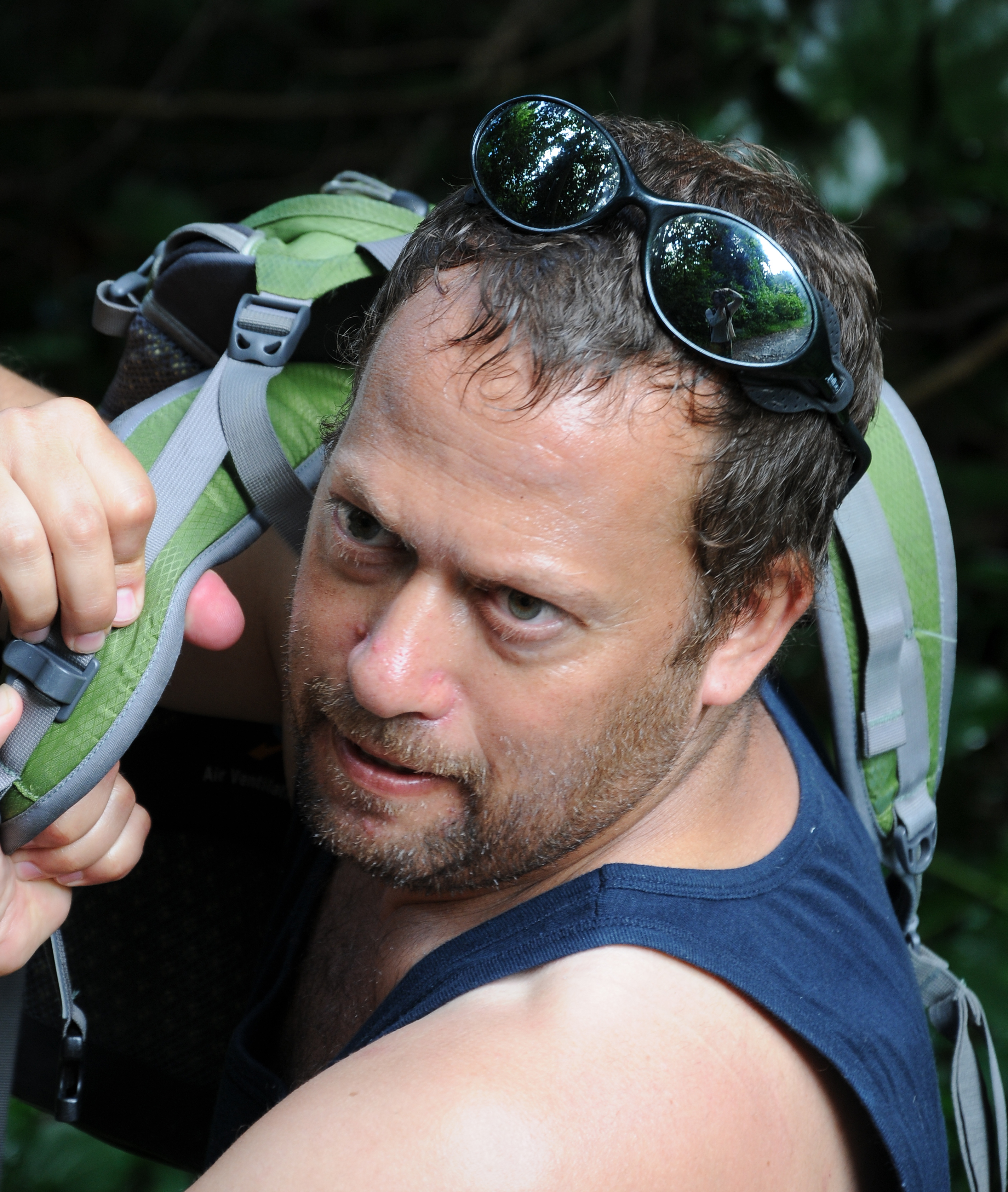
اشر کراویتز

اشر کراویتز (عبری: אשר קרביץ‎؛ زاده ۱۹۶۹) یک ریاضی‌دان، و فیزیک‌دان اهل اسرائیل است.

## زندگی
کراویتز در اورشلیم در خانواده ای سنتی و مذهبی یهودی رشد کرد و در دبیرستان الکترونیک خواند. او مدرک کارشناسی در رشته فیزیک را از دانشگاه عبری اورشلیم و کارشناسی ارشد را از دانشگاه تخنیون گرفت. در زمان تحصیل در تخنیون به نیروی پلیس اسرائیل پیوست.